# Robert Gough
Robert Gough (* ca. 1580; † 1624), auch Goughe oder Goffe, war ein englischer Schauspieler, der bevorzugt die weiblichen Rollen in den Stücken William Shakespeares übernahm. Er ist der Vater des Schauspielers Alexander Gough.

## Leben
Gough war einer der Boy Actors in den Stücken Shakespeares, stehend an 23. Stelle in der vorangestellten Darstellerliste des 1623 erschienenen Shakespeares Folio und auch Mitglied der Lord Chamberlain’s Men. Er wohnte im Londoner Stadtteil Southwark (damals noch nicht zu London gehörend); seine Häuser bezog er jeweils in Siedlungen wie „Hill’s Rents“ (1604), „Samson’s Rents“ (1605–1606) und „Austin’s Rents“ (1612 bis mindestens 1622, wenn nicht sogar bis zu seinem Tode). Der Zeitpunkt seines Todes findet sich in den monatlichen Aufzeichnungen im Register der St. Saviour’s Kirche: „19 Feb., 1624, Robert Goffe, a player, buried.“
Im Jahr 1591 übernahm Gough in einer Zeit, in der es Frauen streng verboten war Theater zu spielen, die weibliche Rolle in dem Stück The Seven Deadly Sins („The Seconde Parte of the Seven Deadlie Sinns“, möglicherweise von Richard Tarlton). Er spielte die Aspasia in der Szene ‘Sardanapalus’. Dies geht aus dem 1780 aufgefundenen „Plot“ („The Platt“) hervor, einer Zusammenfassung der Bühnenhandlung, in der er als „Ro. Go.“ aufgeführt wird und er hinter diesem Kürzel angenommen wird.
Mit ziemlicher Sicherheit spielte er die Julia, zusammen mit dem 28-jährigen Richard Burbage als Romeo, in der Uraufführung von Romeo und Julia (ca. 1595).
Am 13. Februar 1602 heiratete er Elizabeth Phillips, die Schwester seines Schauspielerkollegen Augustine Phillips, die später von ihrem Bruder in dessen Testament reichlich bedacht wurde („testamentary bequest of 10l "of lawfull money of England."“; die Bezeichnung l steht hier für £) Robert Gough, war auch Zeuge bei der Abfassung dessen am 4. Mai 1605.
1603 erhielt Robert Gough als Erbe von Thomas Pope, von dem der Literaturwissenschaftler Edmond Malone annimmt, dass er sein Ausbilder („Master“) war, die Hälfte seiner Garderobe und seiner Waffen.
1611 spielte der den thronraubenden Tyrannen in The Second Maiden’s Tragedy. Wenn er in seiner ersten Rolle als Aspasia 11 Jahre alt war und die Julia mit etwa 15 spielte, dann war er hier 31 Jahre alt.

## Nachkommen
Elizabeth Goffe oder Gough wurde am 30. Mai 1605 getauft; Nicholas Goffe am 24. November 1608; Dorothaye Goffe am 10. Februar 1610 (beerdigt am 12. Januar 1612) und Alexander Goffe am 7. August 1614 – alle in der St. Saviour’s Church.
Alexander wurde ebenfalls Schauspieler und war aktiv bis zur Schließung der Londoner Theater im Jahre 1642. Er verlegte sich, wie viele seiner Kollegen auf das Schreiben und trat gelegentlich wie auch heimlich in Frauenrollen am Blackfriars Theatre oder in privaten Vorstellungen auf.